# Взятие Вавилона (636)
Взятие Вавилона (перс. نبرد بابل (۶۳۶)) — одно из сражений между арабами-мусульманами и армией Сасанидов во время арабского завоевания Ирана, произошедшее в конце 636 года. 

## Ход событий
В течение двух месяцев после окончания битвы командующий арабскими войсками Са'д оставался в Кадисии. Победа при Кадисии качественно изменила состав мусульманского войска, большинство в нем теперь составляли всадники, так как в числе добычи арабам досталось много коней. Пока войско отдыхало, он слал гонцов к Омару, ожидая распоряжений относительно будущих действии. Халиф счел нужным, чтобы мусульманское войско наступало в направлении столицы сасанидского Ирана Ктесифона.
Выступление мусульман началось походом отряда Зухры, который спешил к Хире, где размещался иранский гарнизон Нахвергана. Последний, узнав о приближении арабов, не рискнул на оборону (слишком значительной была победа мусульман при Кадисии) и оставил город. Вслед за авангардом в район Хиры было послано еще несколько отрядов, с последним прибыл Са'д в конце шавваля 15 г. х. После прибытия в Хиру частей Абдаллаха и Шурахбила Зухра со своим отрядом двинулся в Бурс, охраняемый подразделениями Васпухрака. В бою арабы одержали победу, раненный копьем Васпухрак отступил к Вавилону, где и умер от ран.
Вавилон, расположенный примерно на половине пути между Кадисией и Ктесифоном, на левом берегу Евфрата, стал местом сбора уцелевших после Кадисии остатков иранской армии; туда же прибыли, оставшиеся в живых военачальники Нахверган, Хормузан, Михран из Рейя и другие. О сосредоточении иранских сил в районе Вавилона арабам стало быстро известно из-за предательства дехкана из Бурса. Зухра поспешил известить об этом Са'да, который выслал ему на помощь дополнительное войско из Хиры. С подходом подкреплений мусульмане перешли Евфрат по временному мосту, построенному (или починенному) для них дехканом Бистамом, и подошли к Вавилону.
С самого начала стало ясно, что иранские отряды не смогут долго противостоять мусульманам. Поэтому было решено обороняться небольшими группами и потом отходить в разные стороны. Сопротивление персов было сломлено и завершилось бегством. Хормузан счел за лучшее отступить в Хузистан, захватил там власть, распространив ее на Михраганкадак, а Нахверган с Михраном отошли к Ктесифону. Из Вех-Ардашира они перешли на левый берег Тигра и, оказавшись в другой половине столицы, разрушили мост.
После вывода сасанидских войск Вавилон официально сдался. Жителям города была предоставлена защита при условии выплаты дани (джизьи). Некоторые из горожан предоставили ценную информацию о персидских войсках, а также строили мосты для захватчиков.
После взятия Вавилона арабы выслали погоню в северном направлении, которой удалось догнать тыловые части иранского войска в районе Суры, между Сурой и Дайром (букв. «монастырь»), и разбить их; в бою погибли два иранских военачальника Фаррухан и Файуман.